# Crinum flaccidum
Crinum flaccidum là một loài thực vật có hoa trong họ Amaryllidaceae. Loài này được Herb. mô tả khoa học đầu tiên năm 1820.

## Hình ảnh

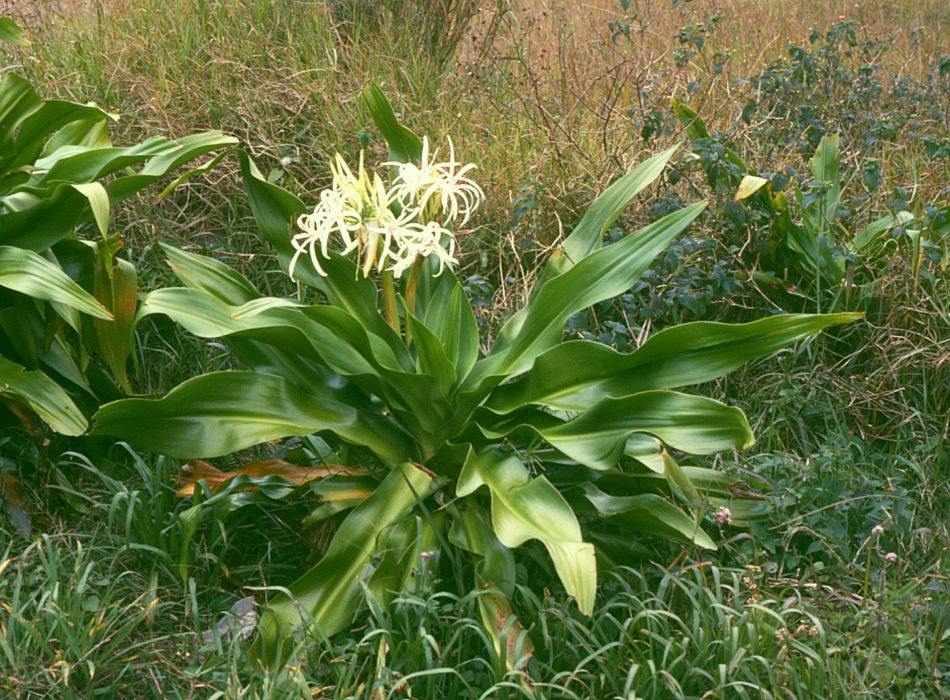
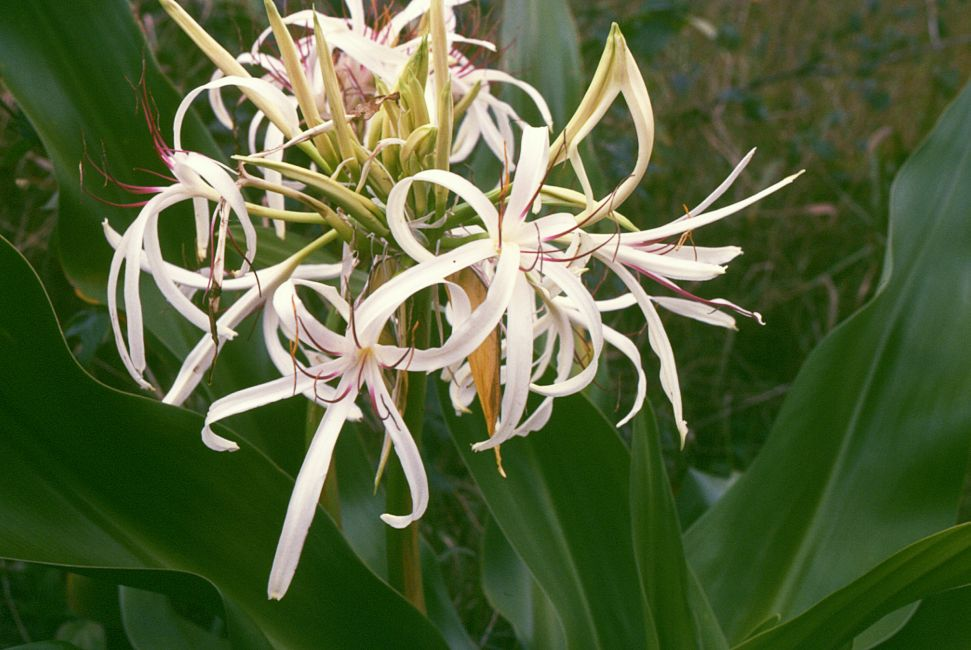
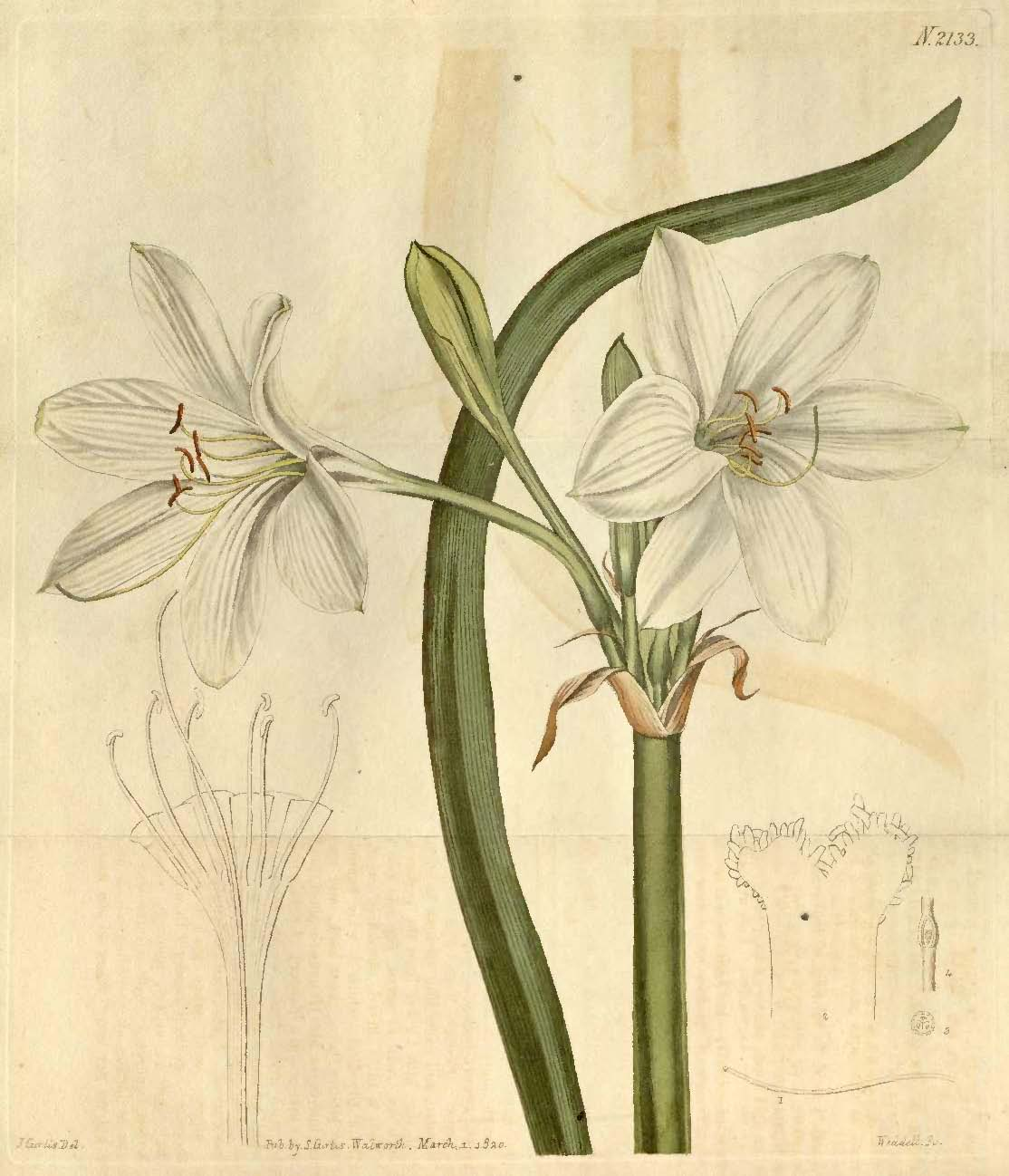